# Estes Park
Estes Park és una població dels Estats Units a l'estat de Colorado. Segons el cens del 2000 tenia 5.413 habitants.

## Demografia
Segons el cens del 2000, Estes Park tenia 5.413 habitants, 2.541 habitatges, i 1.565 famílies. La densitat de població era de 359,1 habitants per km².
Dels 2.541 habitatges en un 20,5% hi vivien nens de menys de 18 anys, en un 52,3% hi vivien parelles casades, en un 6,6% dones solteres, i en un 38,4% no eren unitats familiars. En el 31% dels habitatges hi vivien persones soles el 9,7% de les quals corresponia a persones de 65 anys o més que vivien soles. El nombre mitjà de persones vivint en cada habitatge era de 2,11 i el nombre mitjà de persones que vivien en cada família era de 2,61.
Per edats la població es repartia de la següent manera: un 17,6% tenia menys de 18 anys, un 5,8% entre 18 i 24, un 26,6% entre 25 i 44, un 29,4% de 45 a 60 i un 20,7% 65 anys o més.
L'edat mediana era de 45 anys. Per cada 100 dones de 18 o més anys hi havia 90,7 homes.
La renda mediana per habitatge era de 43.262 $ i la renda mediana per família de 55.667 $. Els homes tenien una renda mediana de 31.573 $ mentre que les dones 20.767 $. La renda per capita de la població era de 30.499 $. Entorn del 3,2% de les famílies i el 4,5% de la població estaven per davall del llindar de pobresa.

## Poblacions més properes
El següent diagrama mostra les poblacions més properes.